# Ivan Korčok
Ivan Korčok (Banská Bystrica, 4 aprile 1964) è un politico slovacco, ministro degli Affari esteri ed europei dapprima nel governo Matovič dall'aprile 2020 fino alla fine di marzo 2021 e nuovamente per un secondo mandato dal 1º aprile 2021 nel governo Heger.
Candidatosi alle elezioni presidenziali del 2024 sostenuto da Slovacchia Progressista, Libertà e Solidarietà, Movimento Cristiano-Democratico, Democratici, Partito Civico Conservatore, I Blu - Slovacchia Europea, Most-Híd e Democratici Civici di Slovacchia, è riuscito a ottenere il 42% dei consensi al primo turno, precedendo Peter Pellegrini. Al secondo turno Ivan Korčok non è riuscito a sfruttare il vantaggio e si è fermato al 46,88% delle preferenze.